# Cranger Kirmes
La Cranger Kirmes est une fête de la bière qui a lieu chaque année dans la ville allemande de Herne, en Rhénanie-du-Nord-Westphalie.
Avec 4,7 millions de visiteurs (chiffre de 2008), c’est la seconde fête de la bière du pays après l’Oktoberfest. La fête se tient sur un espace de 110 000 m2. Elle dure 10 jours, le premier étant traditionnellement le premier vendredi du mois d’août.
Sa date de fondation est inconnue, elle daterait du XVIe siècle.